# Barrio La Perla
Barrio La Perla is een plaats in het Argentijnse bestuurlijke gebied Lomas de Zamora in de provincie Buenos Aires. De plaats telt inwoners.